# الأربعة تربح
الأربعة تربح هي لعبة قدمتها شركة ملتون برادلي في فبراير 1974، تحت اسم الأربعة تربح (بالإنجليزية: Connect four)‏. وهي لعبة مواجهة بين لاعبَيْن، يختار فيها اللاعب الأول إحدى مجموعتي الأقراص المُلوَّنة - عادةً: أحمر وأخضر، أو أحمر وأصفر - ثم يتناوبان إسقاط الأقراص - كل لاعب بلونه - من الأعلى إلى شبكة مكونة من ستة أعمدة وستة صفوف. تسقط الأقراص مباشرةً للأسفل، وتحتل أدنى خانة متوفرة في العمود. الهدف من اللعبة هو تشكيل خط أفقي أو رأسي أو قطري يتكون من أربعة أقراص بلون اللاعب، ومن يفعل ذلك أولًا يربح. ويمكن أن يفوز اللاعب الأول دائمًا باللعب على الحركات الصحيحة.

## طريقة اللعب

طريقة لعب الأربعة تربح

ثمَّة مثال على طريقة اللعب في صورة على يسار الصفحة، يقوم أول لاعب بإسقاط أقراصه الصفراء في العمود الأوسط للوح أزرق، ثم يقوم اللاعبان بإسقاط أقراصهما في الأعمدة الفارغة، حتى يحقق اللاعب الآخر ذو الأقراص الحمراء الفوز بإيصال أربعة أقراص قُطريًّا. وفي حالة امتلأ اللوح الأزرق، دون أن يستطيع أحد اللاعبين تكوين صف أو عمود أو قطر من أربعة أقراص من نفس اللون، فإن هذا يعني تعادل اللاعبين.